# 4366 Venikagan
4366 Venikagan (1979 YV8) là một tiểu hành tinh vành đai chính được phát hiện ngày 24 tháng 12 năm 1979 bởi L. V. Zhuravleva ở Nauchnyj.